# Янкович-де-Мириево, Иван Фёдорович
Иван Фёдорович Янкович-де-Мириево (1777?—1811) — русский генерал, участник Наполеоновских войн.
Получив прекрасное домашнее воспитание и будучи уже камер-пажом, он 7 сентября 1795 г. был произведён в поручики и назначен в Конногвардейский полк, в котором провёл почти все время своей службы.
Назначенный 21 сентября 1797 г. адъютантом к генералу Муравьёву, он продолжал числиться в Конногвардейском полку и быстро повышался в чинах: в 1798 г. он был произведён в ротмистры, а 8 апреля следующего года в полковники. Затем в августе 1800 г. он был назначен командующим Конногвардейским полком, но вскоре после того навлек на себя немилость императора Павла І и 5 октября 1800 г. был уволен со службы. Однако ровно месяц спустя, 6 ноября, он снова по Высочайшему повелению был зачислен в Конногвардейский полк и 4 февраля 1803 г. вторично был назначен командующим полком; с производством же 17 мая того же года в генерал-майоры был утверждён в должности командира полка.
Командуя Конногвардейским полком, Янкович-де-Мириево принял участие в двух заграничных походах против Наполеона: в 1805 и 1807 годах, причём не раз выказал себя храбрым и весьма дельным командиром. Особенно отличился он в сражении под Аустерлицем, когда со своими конногвардейцами стремительно атаковал и опрокинул французских кирасир. 24 февраля 1806 г. он был награждён орденом св. Георгия 4-й степени (№ 1690 по списку Григоровича — Степанова, № 676 по списку Судравского)
В воздаяние отличного мужества и храбрости, оказанных в сражении 20 ноября при Аустерлице против французских войск
Командированный в январе 1808 г. в армию Буксгевдена, Янкович-де-Мириево пробыл там одиннадцать месяцев и не раз участвовал в делах со шведами. Возвратившись к своему полку, он до 13 февраля 1811 г. продолжал им командовать, а затем был назначен командиром лёгкой гвардейской кавалерийской дивизии с производством в генерал-лейтенанты; впрочем, последней он командовал недолго. Выехав в начале мая того же 1811 г. из Санкт-Петербурга в Черкассы, он по дороге заболел и 6 июня 1811 года скончался в Черкассах, будучи ещё молодым человеком.

## Награды
Российской Империи:
- Орден Святой Анны 3-й степени (6 сентября 1799 );
- Орден Святого Владимира 3-й степени (10 апреля 1808);
- Орден Святой Анны 2-й степени (11 сентября 1803);
- Орден Святого Георгия 4-й степени (24 февраля 1806);
- Орден Святой Анны 1-й степени (4 февраля 1809);
- Орден Святого Владимира 2-й степени (1810);
- Орден Святого Иоанна Иерусалимского (8 сентября 1800)